# Zaya Pandita

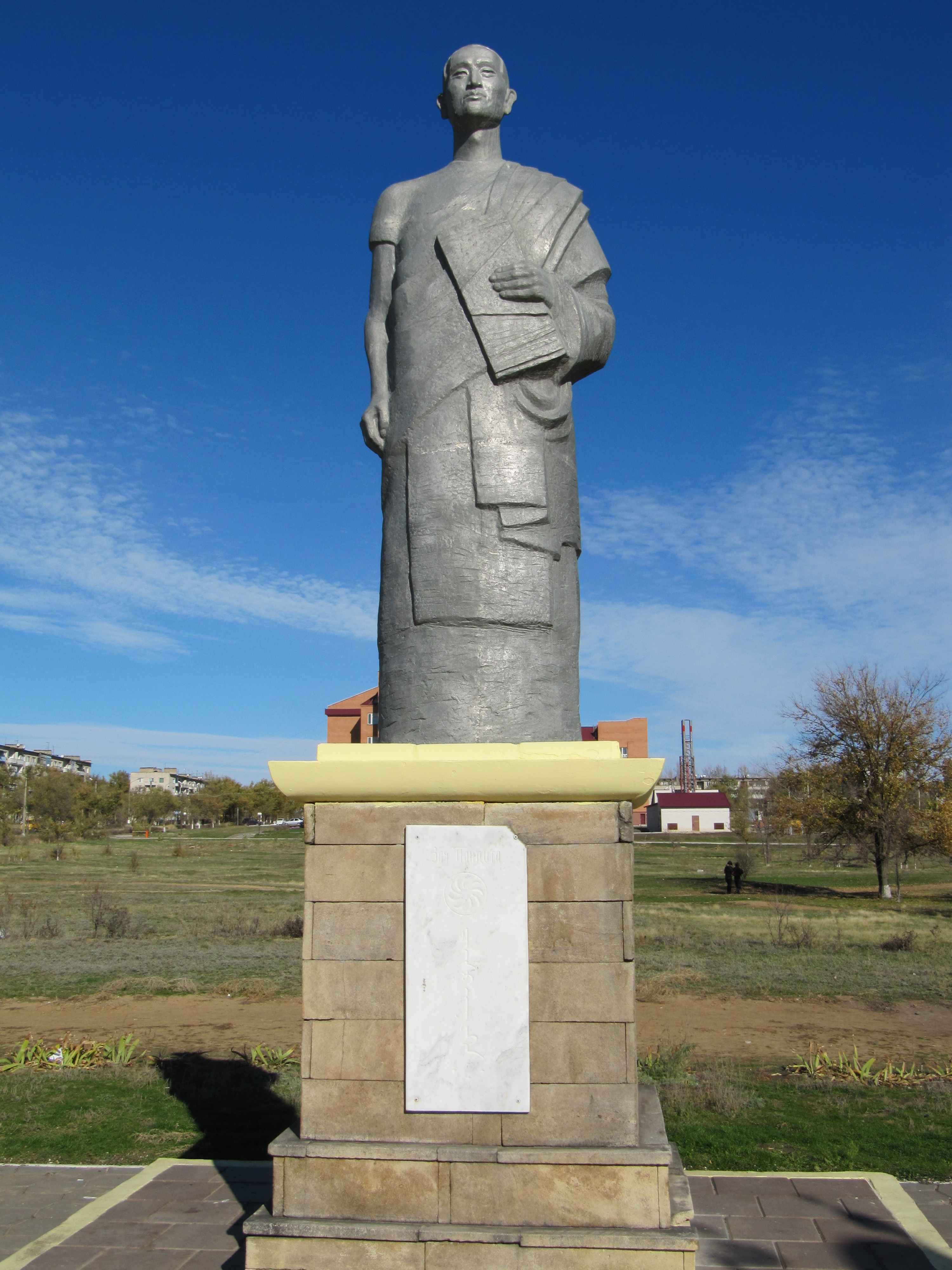
Statue des Zaya Pandita in Elista, Kalmückien (Russland)

Zaya Pandita (oiratisch Зая Пандит, mongolisch Заяа Бандида, tibetisch ཛ་ཡ་པན་དི་ཏ། Wylie dzaya pandita, Dharma-Name Namkha Gyatso ནམ་མཁའ་རྒྱ་མཚོ།/ནམ་མཁའི་རྒྱ་མཚོ། Nam-mkha'i-rgya-mtsho; * 1599; † 1662) war ein hoher Geistlicher des tibetisch-mongolischen Buddhismus und bedeutender Gelehrter des Oiratenstammes der Choschuten (Khoshuud). Er ist der Erfinder der oiratischen Klarschrift. Er war ein bedeutender Religionsvertreter des oirat-mongolischen Lamaismus und dessen früher Aktivist.

## Leben
Zaya Pandita war der 5. Sohn (ein Adoptivsohn) des Choschutenfürsten Baibagas. Er arbeitete in der westlichen Mongolei für die Ausbreitung des tibetischen Buddhismus. Baibagas Khan hatte im frühen 17. Jahrhundert diese Religion angenommen und beschlossen, dass einer seiner Söhne Mönch werde. 1615 ging Zaya Pandita nach Lhasa und studierte dort unter dem 4. Panchen Lama den Buddhismus. 1638 verließ er Tibet, um in der Mongolei zu predigen. Er predigte auch bei den Torguten. Im Jahr 1648 schuf er auf der Grundlage der traditionellen uiguro-mongolischen Schrift die oiratische Schrift oder Klarschrift bzw. Klare Schrift (mongolisch: Тодо бичиг todo bitschig) für die Schreibung des Mongolischen. 1650–1662 schrieb er seine Übersetzungen von 172 buddhistischen Werken in dieser Schrift nieder. Er starb 1662 auf dem Weg nach Tibet.

In der Biographie des Zaya Pandita ist die folgende Weisung an seine Mönche und Jünger für ihre Missionstätigkeit überliefert: 

„Wer von den Leuten, die ihr seht, Ongghot angebetet hat, dem verbrennt die Ongghot und nehmt ihm Pferde und Schafe ab. Von jenen, die Schamanen und Schamaninnen Rauchopfer abhalten ließen, nehmt Pferde. Die Schamanen und Schamaninnen aber räuchert mit Hundekot aus.“